# Богословский, Николай Андреевич
Никола́й Андре́евич Богосло́вский (1862—1914) — русский геолог и почвовед, доктор минералогии и геогнозии, профессор.

## Биография
Родился 22 ноября (4 декабря) 1862 года в селе Красное Гороховецкого уезда Владимирской губернии в семье священника.
Окончив Нижегородскую духовную семинарию и, сдав в 1883 году экзамен на аттестат зрелости в 3-й гимназии в Казани, поступил на естественное отделение физико-математического факультета Казанского университета. Учёбу в университете, чтобы поправить своё материальное положение, совмещал с работой: давал частные уроки и сотрудничал газете «Волжский вестник».
Окончив университет, служил в Нижегородском земстве и в 1887—1894 годах под руководством геолога и почвоведа Н. М. Сибирцева и экономиста-статистика Н. Ф. Анненского проводил почвенно-геологические и почвенно-оценочные работы в Нижегородской губернии. В эти же годы занимался метеорологическими наблюдениями и энтомологией, заведовал Нижегородским земским естественнонаучным музеем. Под влиянием профессора Сибирцева увлёкся геологией и палеонтологией.
В августе 1891 года он был командирован Императорским Санкт-Петербургским минералогическим обществом в Тамбовскую и Пензенскую губернии для геологических исследований в бассейнах рек Вады и Выши. В 1892—1893 годах работал в Рязанской губернии, где исследованные горизонты позднее выделил как отложения рязанского горизонта.
В 1894 году Николай Андреевич сдал в Казанском университете экзамен на степень магистра минералогии и геогнозии. В 1895 году переехал в Санкт-Петербург и по приглашению от геолога С. Н. Никитина участвовал в экспедиции, исследовавшей источники главных рек Европейской России. В этой экспедиции проработал с 1895 по 1897 год, изучал почвы в верховьях рек Волга, Ока, Сызранка, Дон, Сейм. В конце 1896 года защитил магистерскую диссертацию, в 1897 году был избран на должность геолога Геологического комитета. С 13 мая 1901 года — статский советник.
В 1901 году Богословский был командирован в Западную Европу для сравнительного изучения юрских меловых образований Германии, Швейцарии и Франции. В 1903 году за свою работу «Материалы для изучения нижнемеловой аммонитовой фауны в центральной и северной России» получил степень доктора минералогии и геогнозии. В 1904 году был избран на должность приват-доцента Императорского Юрьевского университета, а в 1906 году избран ординарным профессором Императорского Харьковского университета кафедры. С 1907 года Н. А. Богословский также был профессором минералогии Харьковской ветеринарной академии.
Был награждён орденами Св. Станислава 2-й степени (1903) и Св. Анны 3-й степени.
Последние годы жизни учёный занимался почвоведением, но из-за ухудшения здоровья не мог вести полноценную научную работу. В 1913 году, после экскурсии со своими студентами в Крым, по собственному прошению уволился из Харьковского университета по состоянию здоровья. По совету врачей уехал в Египет на бальнеологический курорт в Хелуане, где и умер 6 (19) февраля 1914 года.

## Память
В честь Богословского Н. А. названы:
- Bogoslovskia I. Sasonova, 1972 — класс головоногих моллюсков, нижний мел европейской части РФ
- Praecyclothyris bogoslovskii Makridin, 1964 — класс замковых брахиопод, верхняя юра европейской части РФ.